# NUTS da Suécia
As Nomenclaturas de Unidades Territoriais para fins Estatísticos NUTS da Suécia são utilizadas para fins estatísticos no contexto da União Europeia. Os códigos NUTS para a Suécia dividem o país em três níveis:

1. No primeiro nível (NUTS1) a Suécia está dividida em 3 "Grandes regiões" (Landsdelar).[1][2]
2. No segundo nível (NUTS2) o país está dividido em 8 "Áreas Nacionais" (Riksområden).[1][2]
3. No terceiro nível (NUTS3) a divisão segue os limites dos 21 "Condados" (Län).[1][2]

| NUTS 1                     | NUTS 1 | NUTS 2                      | NUTS 2 | NUTS 3          | NUTS 3 |
| Grandes regiões Landsdelar | Código | Áreas Nacionais Riksområden | Código | Condados Län    | Código |
| -------------------------- | ------ | --------------------------- | ------ | --------------- | ------ |
| Suécia Oriental            | SE1    | Estocolmo                   | SE11   | Estocolmo       | SE110  |
| Suécia Oriental            | SE1    | Centro Leste da Suécia      | SE12   | Uppsala         | SE121  |
| Suécia Oriental            | SE1    | Centro Leste da Suécia      | SE12   | Södermanland    | SE122  |
| Suécia Oriental            | SE1    | Centro Leste da Suécia      | SE12   | Östergötland    | SE123  |
| Suécia Oriental            | SE1    | Centro Leste da Suécia      | SE12   | Örebro          | SE124  |
| Suécia Oriental            | SE1    | Centro Leste da Suécia      | SE12   | Västmanland     | SE125  |
| Suécia Meridional          | SE2    | Småland e ilhas             | SE21   | Jönköping       | SE211  |
| Suécia Meridional          | SE2    | Småland e ilhas             | SE21   | Kronoberg       | SE212  |
| Suécia Meridional          | SE2    | Småland e ilhas             | SE21   | Kalmar          | SE213  |
| Suécia Meridional          | SE2    | Småland e ilhas             | SE21   | Gotlândia       | SE214  |
| Suécia Meridional          | SE2    | Suécia do Sul               | SE22   | Blekinge        | SE221  |
| Suécia Meridional          | SE2    | Suécia do Sul               | SE22   | Escânia         | SE224  |
| Suécia Meridional          | SE2    | Suécia Ocidental            | SE23   | Halland         | SE231  |
| Suécia Meridional          | SE2    | Suécia Ocidental            | SE23   | Västra Götaland | SE232  |
| Suécia Setentrional        | SE3    | Suécia Centro Sul           | SE31   | Värmland        | SE311  |
| Suécia Setentrional        | SE3    | Suécia Centro Sul           | SE31   | Dalarna         | SE312  |
| Suécia Setentrional        | SE3    | Suécia Centro Sul           | SE31   | Gävleborg       | SE313  |
| Suécia Setentrional        | SE3    | Média Norrland              | SE32   | Västernorrland  | SE321  |
| Suécia Setentrional        | SE3    | Média Norrland              | SE32   | Jämtland        | SE322  |
| Suécia Setentrional        | SE3    | Alta Norrland               | SE33   | Västerbotten    | SE331  |
| Suécia Setentrional        | SE3    | Alta Norrland               | SE33   | Norrbotten      | SE332  |